# Sarah Spale
Pour les articles homonymes, voir Bühlmann.
Sarah Spale, née Sarah Bühlmann le 7 décembre 1980 à Bâle (Suisse), est une actrice suisse.

## Biographie
Sarah Spale grandit à Bâle et termine ses études avec une Matura. À l'université de Hildesheim, elle commence les études culturelles et la pratique esthétique. Elle se forme ensuite en tant qu'actrice à Louisbourg (Bade-Wurtemberg).
Elle est mariée au professeur de sport universitaire Philip Spale depuis 2010. Le couple a deux fils, nés en 2010 et 2014.

## Filmographie partielle

### Cinéma
- 2005 : Die Burg (court métrage)
- 2008 : Winterstille
- 2009 : Das Brautkleid (court métrage)
- 2009 : La Disparition de Julia
- 2010 : Hugo Koblet - Pédaleur de charme (film biographique)
- 2013 : Un train de nuit pour Lisbonne
- 2019 : Fensterlos (court métrage)
- 2020 : Platzspitzbaby
- 2020 : Des poissons et des hommes

### Télévision
- 2002 : Dilemma (téléfilm)
- 2008 : Jimmie (téléfilm)
- 2008 : Tag und Nacht (série télévisée)
- 2010 : Charlys Comeback (téléfilm)
- 2013 : Tatort (épisode Geburtstagskind)
- 2017-2021 : Wilder (série télévisée)

## Distinctions
- 2021 : Prix du cinéma suisse de la meilleure actrice pour son rôle dans Platzspitzbaby